# Andreas Preller
Andreas Preller (* 21. April 1942 in Bürgel) ist ein deutscher Politiker (SPD) und ehemaliger thüringischer Landtagsabgeordneter.

## Leben und Beruf
Andreas Preller ist verheiratet und hat zwei Kinder. Nach dem Besuch der Grundschule von 1948 bis 1956 absolvierte er eine Lehre zum Autoschlosser. An der Arbeiter-und-Bauern-Fakultät machte er 1962 das Abitur und begann ein sechsjähriges Studium zum Maschinenbau-Diplomingenieur. Von 1968 bis 1990 arbeitete er in der Industrie und im Dienstleistungsgewerbe. Im Jahr der Wiedervereinigung wurde er Mitarbeiter der Treuhandanstalt.

## Politik
Andreas Preller trat noch im November 1989 in die SPD ein. Er war von 1990 bis 1999 Mitglied des Thüringer Landtags, wo er über die Landesliste einzog. Ab 1990 gehörte er dem SPD-Ortsvorstand Gera an und war von 1991 bis 1994 der Kreisvorsitzender der SPD Gera. Im Jahr 1996 wurde Andreas Preller Vorsitzender des Geraer Kreisverbands der Arbeiterwohlfahrt.